# Johann von Koch (Architekt)

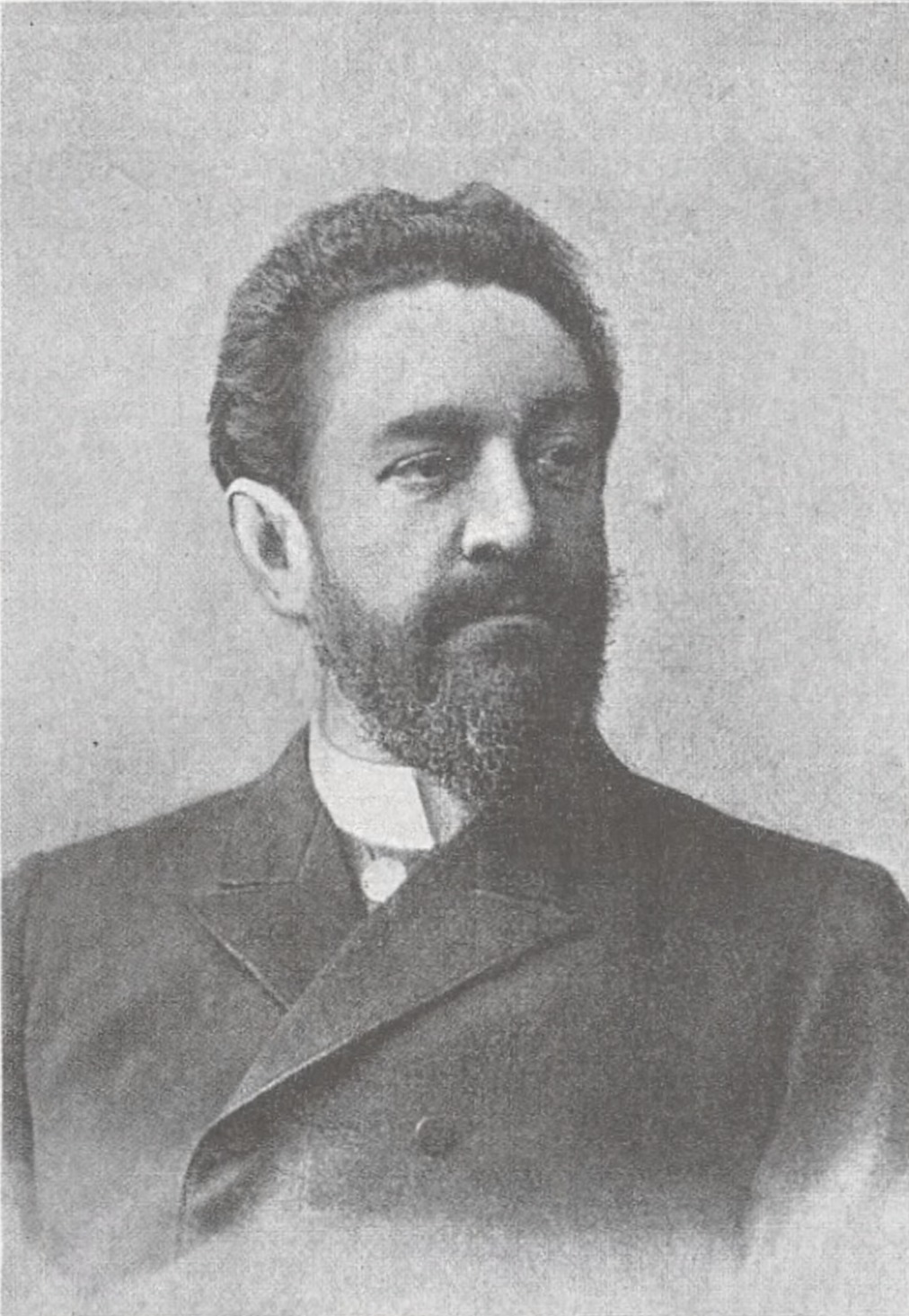
Johann von Koch

Johann Koch (* 4. September 1850 in Ebmeth; † 12. März 1915 in Karlsbad) war ein deutsch-böhmischer Architekt und Hochschullehrer in Prag und Riga, der fast zwanzig Jahre am Polytechnikum Riga wirkte und dort zahlreiche Bauwerke geschaffen hat.

## Leben und Wirken
Johann Koch wurde in Ebmeth bei Sokolov in der Karlsbader Region geboren. Sein Vater Wenzel Koch war als Wildhüter und Förster beim Grafen von Auersperg tätig. Er wuchs dann in Karlsbad auf und schloss die Schule 1867 in St. Joachimsthal ab. 
Im Wintersemester 1867/68 begann er am Polytechnischen Institut Prag zunächst ein Maschinenbaustudium, entdeckte dann aber sein Interesse für die Architektur. In Prag wurde er 1867 auch Mitglied der Studentenverbindung Corps Frankonia Prag. 
Nachdem er zum Architekturstudium gewechselt hatte, wurde er von Alois von Brinz (1820–1887) bewogen, das Studium am  Polytechnikum München und der Kunstakademie München fortzuführen. Im Jahr 1870 wurde er in das Brinz’sche Muttercorps Suevia München recipiert. 
Ab 1872 setzte er sein Architekturstudium in Wien fort, wo er u. a. Vorlesungen von Friedrich von Schmidt (1825–1891) und Theophil von Hansen (1813–1891) besuchte. Nach Abschluss seines Studiums und Beendigung der Militärdienstpflicht in der  Gemeinsamen Armee von Österreich-Ungarn kehrte Koch nach Karlsbad zurück. 
Im Jahr 1874 ging er nach Prag und besuchte hier Vorlesungen zur  klassischen Archäologie bei Otto Benndorf (1838–1907). Im Jahr 1875 wurde er Assistent von Josef Zítek (1832–1909) an der deutschen Architektur-Abteilung des Prager Polytechnikums. Hier hielt er später selbst Vorlesungen über Kunstgeschichte, insbesondere über die Architektur der Renaissance. Zwischen 1880 und 1881 unternahm er eine Studienreise nach Italien, Sizilien und Belgien. Diese Reise hatte einen grundlegenden Einfluss auf seine späteren Arbeiten, in denen er sich hauptsächlich am klassischen Stil von Gebäuden in Italien orientierte. Dabei ließ er sich besonders von den Werken Andrea Palladios in Venedig inspirieren.
Nach seiner Rückkehr erhielt er 1883 die Professur für Hochbau am Prager Polytechnikum, wo er auch aktives Mitglied im Deutschen polytechnischen Verein war. 
In Prag beteiligte sich Johann Koch an vielen Architekturwettbewerben, z. B. 1884 auch mit einem Entwurf für das Museum des Königreichs Böhmen, aber nur wenige seiner Entwürfe wurden ausgeführt.
Nachdem Koch auf einem Wettbewerb für seinen Entwurf des heutigen Lettischen Nationalmuseums den dritten Platz belegt hatte, wurde er vom Rigaer Polytechnikum 1884 zum Professor ernannt. 
Nach seiner Ankunft in Riga im Jahr 1887 übernahm Koch als Nachfolger des verstorbenen Gustav Ferdinand Alexander Hilbig (1822–1887) das Amt des Dekans, das er bis 1905 innehatte. In Riga spielte er eine Schlüsselrolle bei der Ausbildung der Studenten zu einer neuen Generation von Architekten, mit denen er gemeinsam architektonische Entwürfe für zahlreiche Bauten in Riga ausführte. Die meisten dieser Bauten wurden dabei im Stil der italienischen Neorenaissance errichtet. 
Er war 1893/94 auch Mitglied der Kommission des Ministeriums für Volksaufklärung in Sankt Petersburg zur Reorganisation des Polytechnikums in Riga. Nach der Russifizierung der Hochschule gehörte er zu den wenigen Professoren, die weiterhin in deutscher Sprache lehren durften. Während seines Aufenthalts in Lettland hielt er weiterhin Kontakt zu seinem Heimatland, so wurde er im Jahr 1890 Mitglied der Gesellschaft zur Förderung der deutschen Wissenschaft, Kunst und Literatur in Böhmen und nach seinem Entwurf wurde in Karlsbad ein Denkmal für den Arzt Gallus von Hochberger (1803–1901) errichtet.
Im Jahr 1891 heiratete er Frau Theresa Maria Augusta, mit der er vier Söhne hatte. Der russische Zar Alexander III. (1845–1894) verlieh ihm den Adelstitel und mehrere Ehrentitel, darunter den  Orden des hl. Stanislaus zweiter und dritter Klasse, den  Orden der hl. Anna dritter Klasse und eine Silbermedaille des Zaren Alexander III. Auf Grund von gesundheitlichen Problemen trat er in den Ruhestand und verließ 1905 das Polytechnische Institut in Riga. Er ging mit seiner Familie nach Böhmen zurück und ließ sich in Karlsbad nieder, wo er am 12. März 1915 an chronischer Nephritis starb.

## Bauten (Auswahl)
Die meisten seiner Bauten hat er im Stil der italienischen Neorenaissance geschaffen. [1]
- um 1873: Wohn- und Pensionshaus in Karlsbad, Zahradní 803/27, im Stil der Neorenaissance, jetzt Hotel
- 1878: Wiederaufbau des Unteren Schlosses (unter Verwendung von Elementen der älteren Gebäude im Stil der sächsischen Renaissance) in Bensen (Benešov nad Ploučnicí) im Auftrag der Gräfin Aloisia Czernin-Morzin (1832–1907) zum neuen Czernin-Morzin-Palast mit angrenzendem Tor, geschmückt mit dem Allianzwappen der Czernin-Morzin und Orsini-Rosenberg (unter Denkmalschutz ÚSKP-Nr. 35081/5-3571)
- 1880: Umbauten im Schlossareal Hohenelbe – Vrchlabí, Zámecká 2, 5 und 53, zusammen mit Antonín Goller (1833–1880) im Auftrag des Grafen Rudolf von Morzin (1801–1881), u. a. Erneuerung bzw. Wiederaufbau der Wirtschaftsgebäude im Schlossgelände: Gärtnerhaus (Nr. 5), Beamtenhaus (Nr. 53) und Torhaus (Nr. 2) im Stil der italienischen Neorenaissance (unter Denkmalschutz ÚSKP-Nr. 37508/6-3729)
- 1886–1889: Gebäude der adeligen Kreditsocietät (Lettische Adelsbank - Kreditgenossenschaft) in Riga, Krišjāņa Valdemāra iela 1B, zusammen mit seinen Studenten, im Stil der italienischen Neorenaissance, heute Sitz der Lettischen Nationalbank (unter Denkmalschutz 8194)
- 1888–1891: Thorensberger Lutherische Kirche in Riga, Torņakalna iela 3/5, im neogotischen Stil als einschiffiger Bau mit Querschiff, polygonalem Presbyterium und markanten Eingangsturm[8] (unter Denkmalschutz 8095)
- 1889–1891: Villa des Bankiers Paul Alexander Schwarz in Riga, Šarlotes iela 1D, heute Hauptsitz des Lettischen Roten Kreuzes in italienischer Neorenaissance
- 1901: Gebäude der Fakultät für Biologie des Polytechnischen Instituts Riga, Kronvalda bulvāris 4, im Stil der italienischen Renaissance (unter Denkmalschutz 8159)
- 1901–1903: Römisch-katholische Kirche St. Albert in Riga, Liepājas iela 38, zusammen mit seinem ehemaligen Schüler Wilhelm Bockslaff (1858–1945), klassizistische dreischiffige Basilika mit einem Zwillingsturm, der von barocken Zwiebeldächern gekrönt wird (unter Denkmalschutz 8096)

## Galerie von ausgeführten Bauten

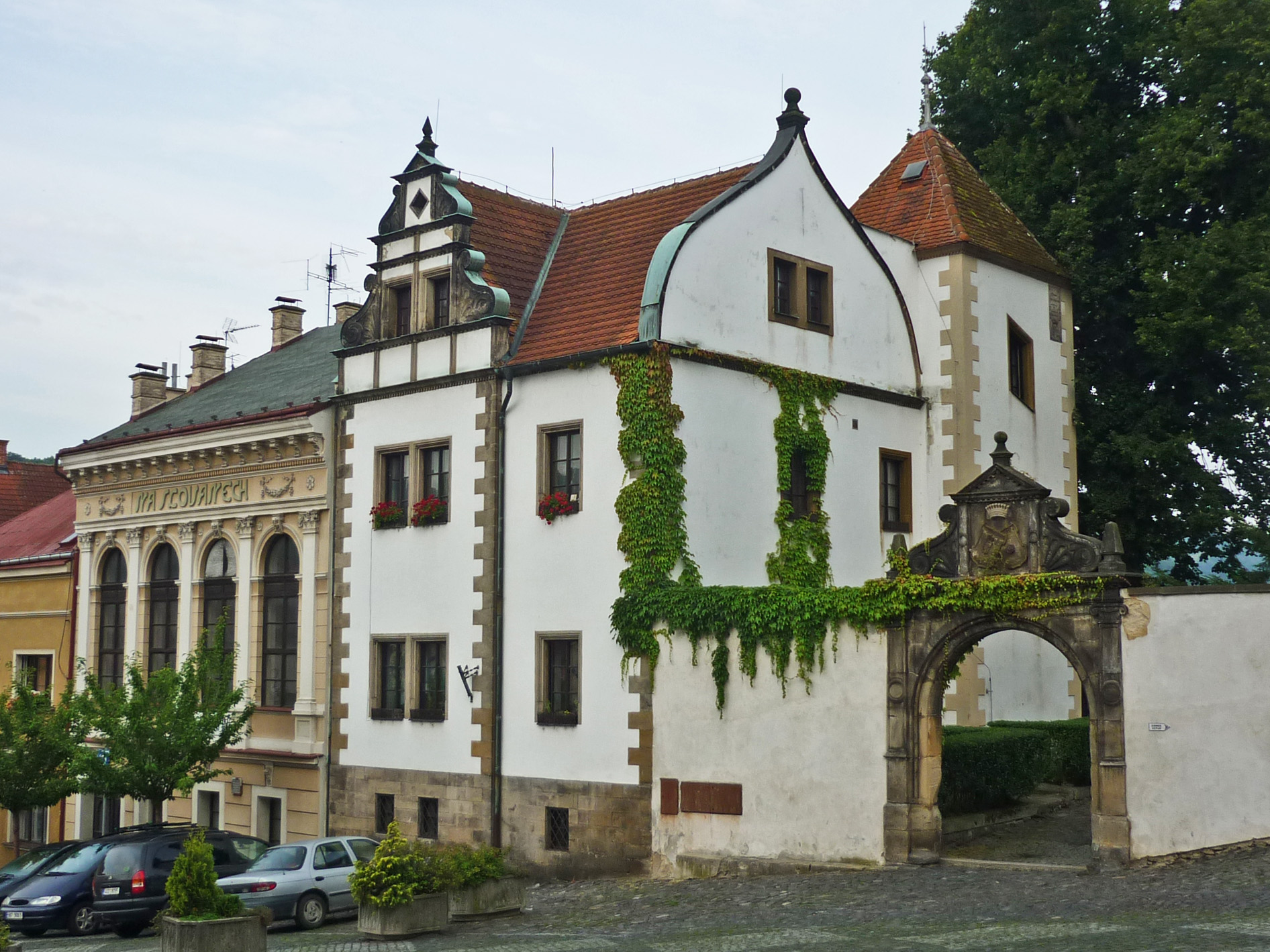
Unteres Schloss, sogenanntes Morzin-Schloss, in Bensen
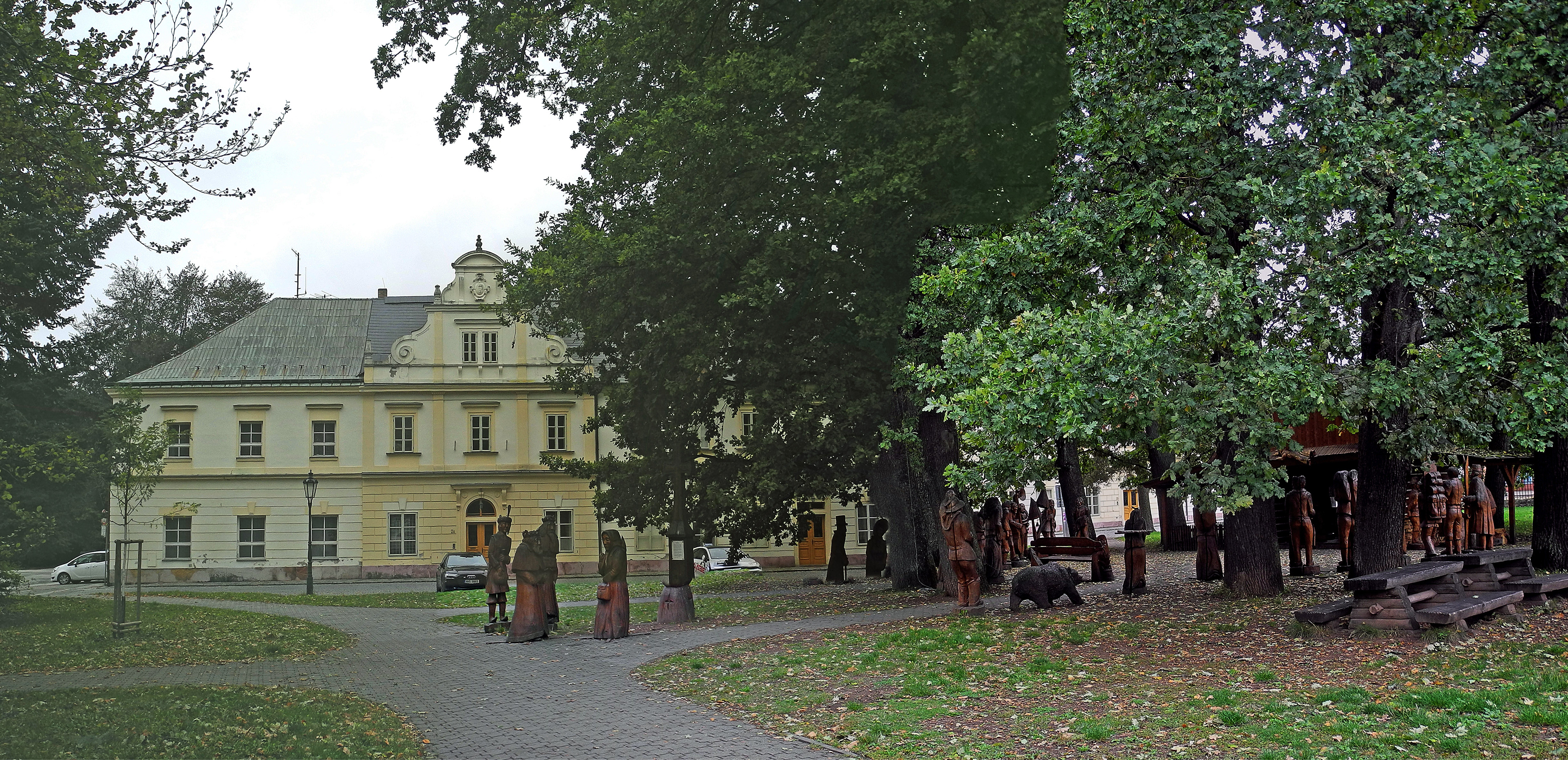
Verwaltungsgebäude am Schloss Hohenelbe - Vrchlabí
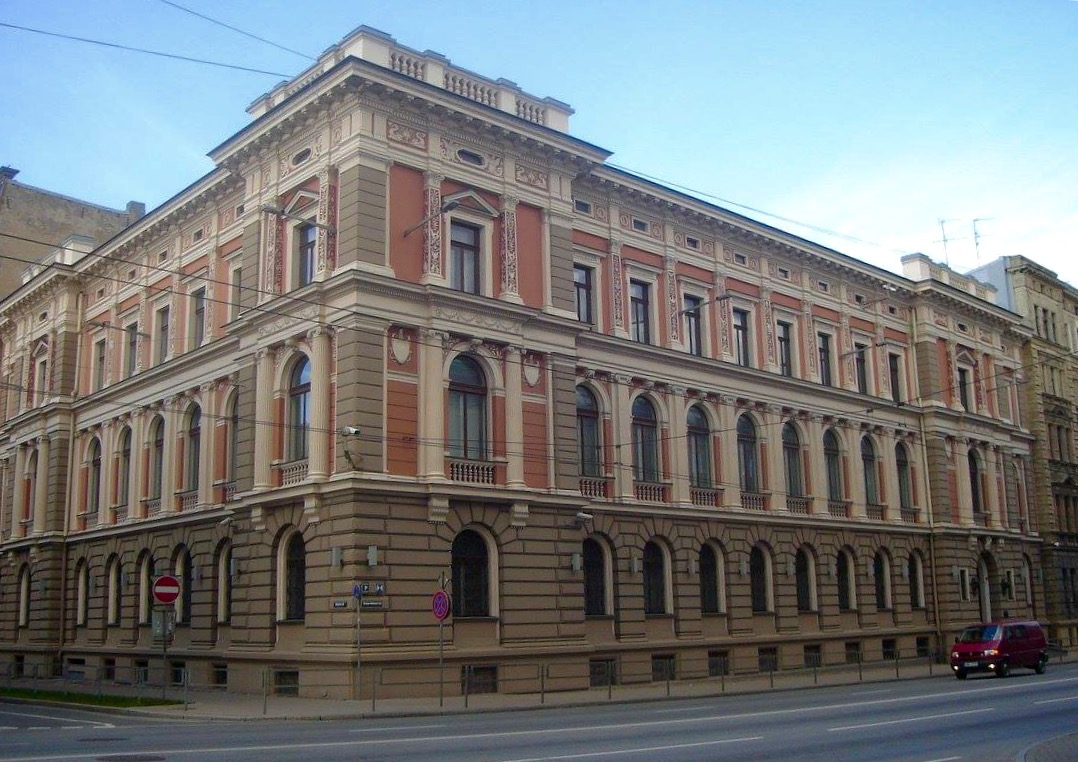
ehem. Lettische Adelsbank in Riga, jetzt Lettische Nationalbank
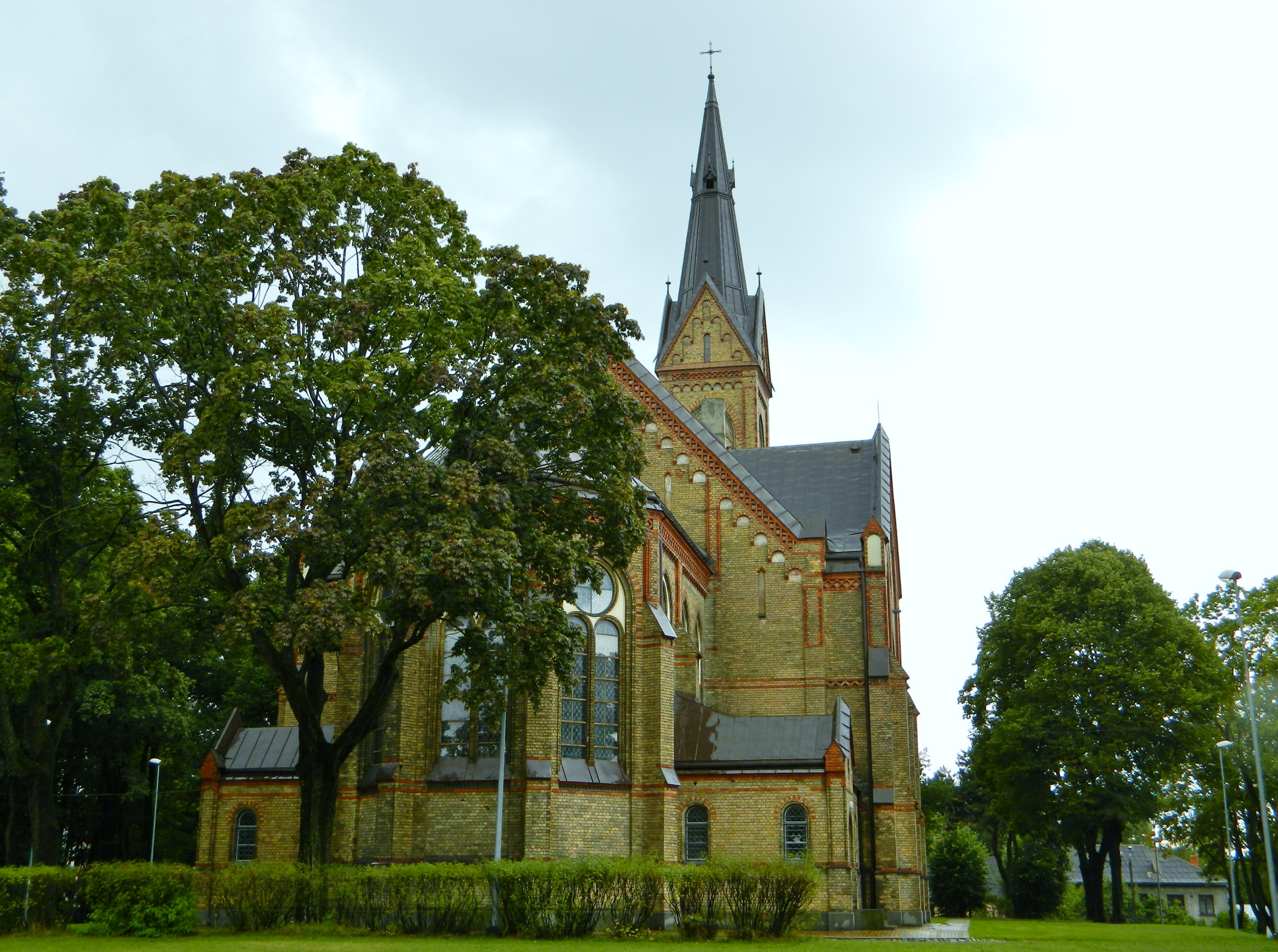
Thorensberger Lutherische Kirche in Riga
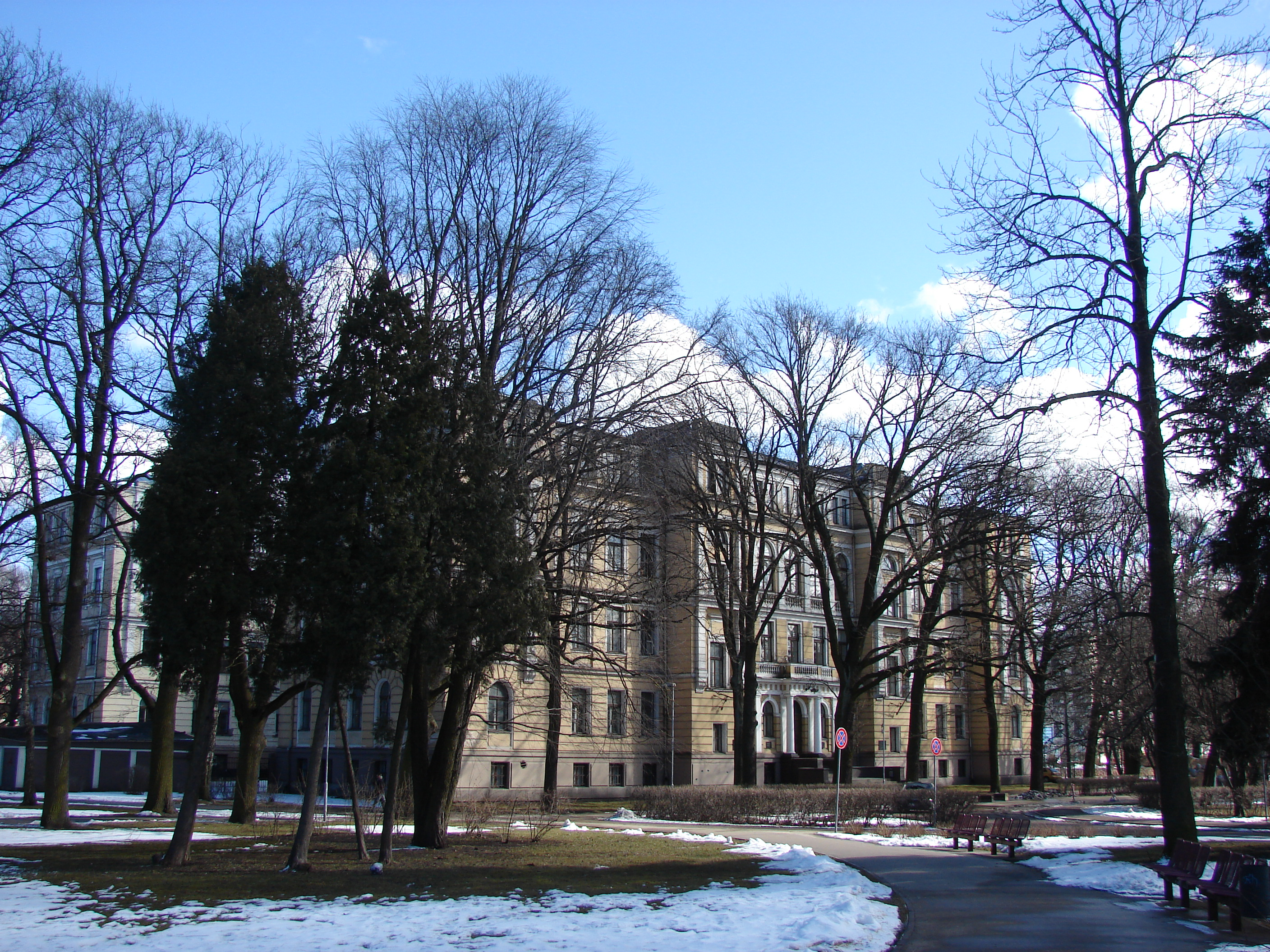
Biologische Fakultät der Universität Riga
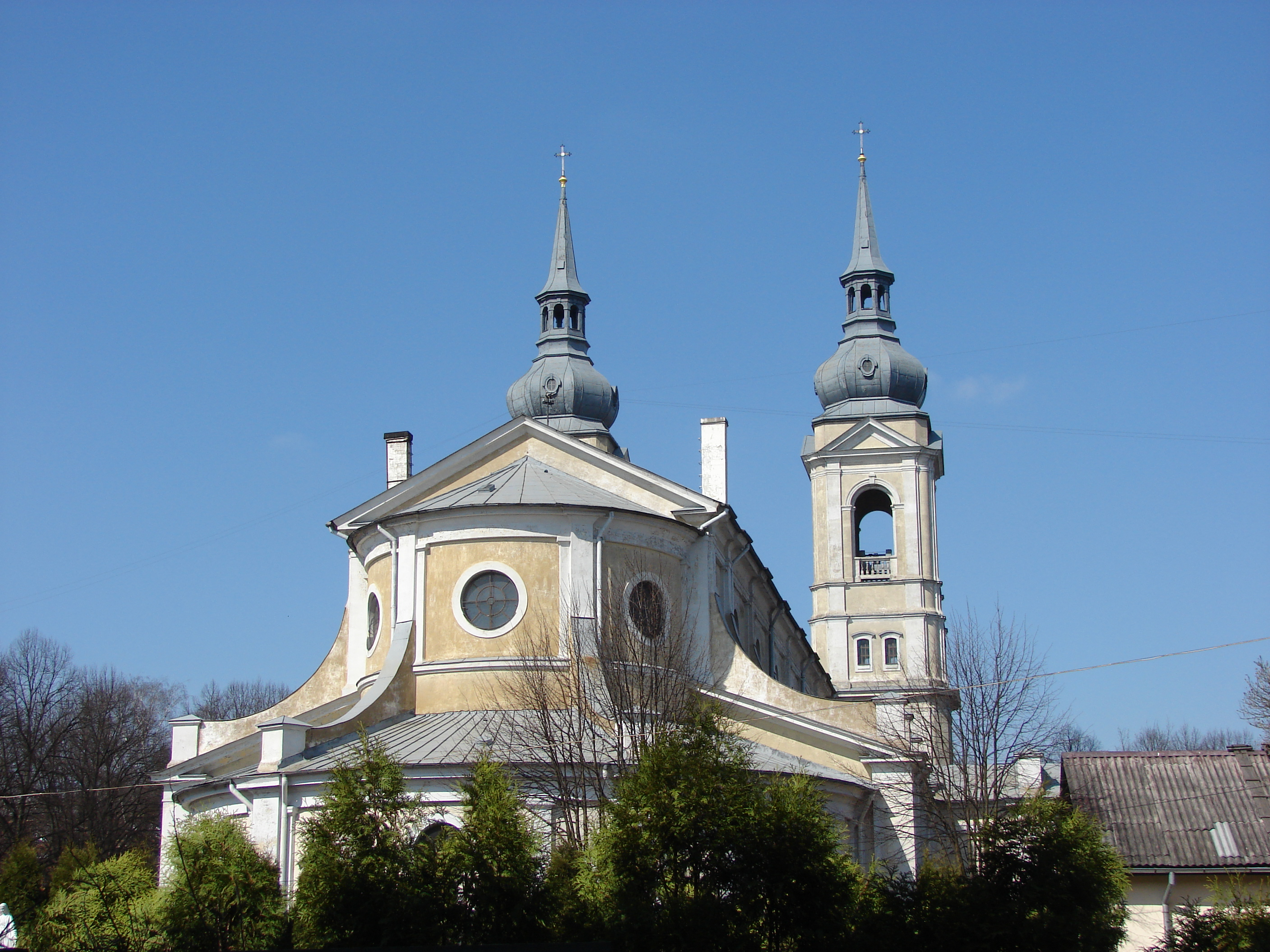
Römisch-katholische Kirche St. Albert in Riga

## Ehrungen
- Kaiserlich russischer Staatsrat
- Nobilitierung durch Zar Alexander III.
- Sankt-Stanislaus-Orden
- Orden der Heiligen Anna